# Сан-Б'яджо-делла-Чима
Сан-Б'яджо-делла-Чима (італ. San Biagio della Cima) — муніципалітет в Італії, у регіоні Лігурія,  провінція Імперія.
Сан-Б'яджо-делла-Чима розташований на відстані близько 450 км на північний захід від Рима, 125 км на південний захід від Генуї, 32 км на захід від Імперії.
Населення — 1331 особа (2014).
Щорічний фестиваль відбувається 3 лютого. Покровитель — san Biagio.

## Демографія
Населення за роками:

Станом на 1 січня 2023 року в муніципалітеті офіційно проживало 70 іноземців з 19 країн, серед них 17 громадян країн Євросоюзу та 3 громадяни України.

## Сусідні муніципалітети
- Кампороссо
- Дольчеаккуа
- Перинальдо
- Сольдано
- Валлебона
- Валлекрозія

## Міста-побратими
- Кам-ла-Сурс, Франція (2005)